# Càrn Gorm
Càrn Gorm är ett berg i Storbritannien.   Det ligger i kommunen Perth and Kinross och riksdelen Skottland, i den norra delen av landet, 600 km norr om huvudstaden London. Toppen på Càrn Gorm är 1 029 meter över havet, eller 352 meter över den omgivande terrängen. Bredden vid basen är 4,7 km.
Terrängen runt Càrn Gorm är huvudsakligen kuperad.Runt Càrn Gorm är det mycket glesbefolkat, med 4 invånare per kvadratkilometer. Närmaste större samhälle är Killin, 18,2 km söder om Càrn Gorm. Trakten runt Càrn Gorm består i huvudsak av gräsmarker.